# Svenska expeditionen 1904-1905

Expeditionen färdig till uppbrott. Moxos, Bolivia. Bärarna tillhör quechuafolket.

Den svenska expeditionen 1904–1905 var den tredje av Erland Nordenskiölds sex resor till Sydamerika. Resan gick till gränsområdet mellan Bolivia och Peru och omfattade högslätten söder, öster och norr om Titicacasjön, samt Andernas östsluttningar mot urskogsområdet mellan Rio Madre de Dios och Rio Beni, dvs provinserna Franz Tamayo (Bolivia, hette Caupolican vid tiden för expeditionen), Sandia (Peru) och Carabaya (Peru). Med på expeditionen följde zoologen Nils Holmgren och löjtnant Didrik Bildt. Bildt lämnade dock tidigt expeditionen.

## Avresa
Den 1 januari 1904 lämnade expeditionen Sverige. Första anhalt var Berlin där de träffade flera av de stora namnen, såsom Seler, Ehrenreich, Richthofen, Hellman, Hermann, Mansfeld och Mayr. Resan vidare mot Sydamerika gick med HMS Trent, en stor atlantångare. Resrutten gick via Barbados, Trinidad, Jamaica och Panama. Sedan fortsatte de med ångbåt till Mollendo i Peru.

## Höglandet
En mindre exkursion gjordes inledningsvis till Pacasmayo och Salverry där ett mindre antal gravar från inkatiden undersöktes. I Lima gjordes flera officiella besök för att få klart med olika tillstånd och rekommendationsbrev. Sedan fortsatte man mot La Paz.
I mitten av februari omfattade expeditionen Nordenskiöld, Holmgren, senor Guidon Ayala, Santiago Siares, Julian Ovando, Kalle (en 11-årig föräldralös pojke), Hermeterio Ampuero och kocken Diego Rodriges. I Pelechuco, Queradalen, Ollacheadalen, Chia och Sina utfördes ett stort antal gravundersökningar av inhyrda dagarbetare. De fann grottor, hällristningar och skulpterade stenar. Ett stort antal kranier och skelett togs tillvara. Dock visade Nordenskiöld inget större intresse för detta för tiden obligatoriska material och när ekonomin blev ansträngd bortprioriterades också detta material. I höglandsområdet var det framför allt Aymara och Quichua (eller Quechua) som de kom i kontakt med, 

## Låglandet
I juni 1904 fortsatte expeditionen in mot urskogen via mestisbyn Pata och staden Santa Cruz. Från Santa Cruz fortsatte man mot Buturos skogsområden via Rio Tuiche. De hade problem att få kontakt med ursprungsbefolkningen och fick istället ägna sig åt arkeologiska utgrävningar och att samla in glosor som andrahandsuppgifter. Expeditionen fortsatte norrut längs gränsen och i mitten av juli nådde de San Fermín. Den 12 augusti lämnade de San Fermín och begav sig mot Rio Tambopata. Den sista etappen inleddes i oktober och då var endast Nordenskiöld, Holmgren och Kalle kvar från den ursprungliga styrkan. Färden gick nu tillbaks mot höglandet till Quimsachata och sedan Macusani.
De folkgrupper de kom i kontakt med under denna del av expeditionen var bland annat Apolistas (lapachu- eller lapa-lapa-talande), Lecos (rica-rica-talande) och Ydiamas (tacana-talande). Hos flera av dessa grupper fanns det vid tillfället endast några äldre individer som fortfarande talade språken. Vid Rio Tambopata, en biflod till Rio Madre de Dios, mötte de en tacana-talande stam, Tambopata-Guarayo (ese ejja). Vid Rio Inambari, en annan biflod till Rio Madre de Dios, mötte de pano-talande Yamiaca. Mellan Rio Inambari och Rio Tambopata bodde vid tillfället Atsahuaca, en liten pano-talande grupp som Nordenskiöld var den första vita man att besöka.
I början av 1905 återvände Holmgren och Nordenskiöld till Sverige via Valparaíso och sedan Magellans sund.

## Fotnoter
1. 1 2  Nordenskiöld, Erland (1906). Resa i Perus och Bolivias gränstrakter, företagen med understöd af Vega- och Wahlbergsstipendierna. I Ymer, H.1. https://runeberg.org/ymer/1906/0061.html
2. 1 2 3 4 5  Lindberg, Christer (1996). Erland Nordenskiöld - ett indianlif. Libris 7229654